# وديعة بن عمرو
وديعة بن عمرو الجهني صحابي من جهينة، كان حليفًا لبني سواد بن مالك بن غنم بن مالك بن النجار من الخزرج، شهد غزوتي بدر وأحد.